# Musikjahr 1607
Liste der Musikjahre

◄◄ | ◄ | 1603 | 1604 | 1605 | 1606 | Musikjahr 1607 | 1608 | 1609 | 1610 | 1611 | ► | ►►

Weitere Ereignisse
Dieser Artikel behandelt das Musikjahr 1607.

## Ereignisse
- 06. Januar: Die Masque Lord Hay’s Masque wird im Whitehall Palace mit Musik von Thomas Campion und anderen Komponisten aufgeführt.
- 24. Februar: L’Orfeo, eine Favola in Musica von Claudio Monteverdi auf ein Libretto von Alessandro Striggio dem Jüngeren, wird durch die Accademia degli Invaghiti im herzoglichen Palast in Mantua uraufgeführt. Das Werk wird oft als die erste Oper bezeichnet.
- Stefano Bernardi wirkt ab 1607 in Rom als Kapellmeister an der Kirche Santa Maria ai Monti.
- John Bull verliert im Dezember 1607 seinen Posten am Gresham College, weil er die 24-jährige Elisabeth Walter heiratete.
- Francesca Caccini heiratet Giovanni Battista Signorini.
- Géry de Ghersem, der in Brüssel die Stellung des Kapellmeisters bei Erzherzog Albert und Erzherzogin Isabella innehatte, wird 1607 zusätzlich Kaplan an deren Kapelle; beide Positionen behält er bis kurz vor seinem Tod.
- Bartholomäus Helder ist von 1607 bis 1616 Lehrer und Kantor in Friemar.
- Francesco Rasi, Sohn eines toskanischen Hofbeamten, ist 1607 der erste Orfeo in der gleichnamigen Oper von Claudio Monteverdi.
- Thomas Ravenscroft erhält 1607 von der University of Cambridge den Titel eines „Bachelor of musicke“.
- Thomas Tomkins studiert am Magdalen College, Oxford, wo er 1607 seinen Abschluss macht.

## Instrumental- und Vokalmusik (Auswahl)
- Agostino Agazzari
  - erstes Buch der Madrigaletti zu drei Stimmen, Venedig: Ricciardo Amadino
  - zweites Buch der Madrigaletti zu drei Stimmen, Venedig: Ricciardo Amadino
- Gregor Aichinger
  - Cantiones ecclesiasticae, Dillingen: Adam Meltzer
  - Virginalia: laudes aeternae Virginis Mariae..., Dillingen: Adam Meltzer
- Adriano Banchieri
  - Ecclesiastiche sinfonie zu vier Stimmen, op. 16, Venedig: Ricciardo Amadino
  - Virtuoso ridotto tra signori, e dame, entr'il quale si concerta recitabilmente in suoni et canti una nuova comedia detta prudenza giovenile, fünftes Buch zu drei Stimmen, op. 14, Mailand: Simon Tini & Filippo Lomazzo
- Bartolomeo Barbarino – zweites Buch der Madrigali di diversi autori für Sologesang mit Theorbe, Cembalo und anderen Instrumenten, Venedig: Ricciardo Amadino
- Lodovico Bellanda – Musiche ... per cantare sopra il chitarrone et clavicimbalo, Venedig: Giacomo Vincenti
- Giulio Belli
  - Compieta, falsi bordoni, mottetti, et litanie della Madonna zu sechs Stimmen und Basso continuo, Venedig: Alessandro Raverii
  - Compieta, falsi bordoni, antifone, et litanie della Madonna zu vier Stimmen und Basso continuo, Venedig: Alessandro Raverii
- Severo Bonini – Madrigali, e canzonette spirituali del M. R. P. D. Crisostomo Talenti, vallombrosano, et del sig. Giovambatista Marino für Sologesang mit Theorbe, Cembalo und anderen Instrumenten, Florenz: Cristofano Marescotti
- William Byrd – Gradualia zu vier, fünf und sechs Stimmen, Buch 2, London: Thomas East für William Barley
- Jean de Castro – Madrigali zu drei Stimmen, Antwerpen
- Diomedes Cato
  - Pieśń o świętym Stanisławie, Krakau: B. Skalski
  - Rytmy łacińskie uczynione od krolewica polskiego Kazimierza, Krakau: B. Skalski (Sammlung von geistlichen Liedern in Lautentabulatur)
- Giovanni Luca Conforti – Passagi sopra tutti li salmi che ordinariamente canta Santa Chiesa, Venedig: Angelo Gardano und Brüder
- Camillo Cortellini – Magnificat zu sechs Stimmen, Venedig: Giacomo Vincenti
- Giovanni Croce – viertes Buch der Madrigale zu fünf und sechs Stimmen, Venedig: Giacomo Vincenti
- Scipione Dentice – fünftes Buch der Madrigale zu fünf Stimmen, Neapel: Giovanni Battista Sottile
- Johannes Eccard
  - Epithalamion nuptiis Iohannis Stobaei et Elisabethae Hausmann zu sechs Stimmen, Königsberg: Georg Osterberger (Hochzeitslied für Johann Stobaeus)
  - Psalmus CXXVII (Cum dederit dilectis suis somnum) zu sechs Stimmen, Königsberg: Georg Osterberger (Hochzeitslied)
  - Harmonia musica (Docti fulgebunt quasi splendor firmamenti) zu fünf Stimmen, Königsberg: Georg Osterberger
- Paolo Ferrarese – Letanie della Madonna
- Thomas Ford – Musicke of sundrie kindes, set forth in two bookes, London: John Browne
- Melchior Franck – Melodiarum sacrarum zu fünf bis zwölf Stimmen, Coburg: Justus Hauck
- Marco da Gagliano – Officium defunctorum zu vier Stimmen, Venedig: Angelo Gardano und Brüder
- Giovanni Giacomo Gastoldi
  - Il primo libro de Messe et Moteti a 8 voci
  - Officium defunctorum – integrum a 4 voc i
- Bartholomäus Gesius
  - Magnificat per quintum & sextum tonum zu sechs Stimmen, Frankfurt an der Oder: Friedrich Hartmann
  - Der XC. Psalm (Herr Gott du bist unser Zuflucht) zu fünf Stimmen, Frankfurt an der Oder: Friedrich Hartmann (Beerdigungsmotette)
- Hans Leo Hassler – Psalmen und christliche Gesäng zu vier Stimmen, Nürnberg: Paul Kauffmann
- Tobias Hume – Captaine Humes Poeticall Musicke, London: John Windet (Sammlung für zwei Bassgamben)
- Johannes Jeep – Studentengartlein, Vol. 1
- Robert Jones
  - The First Set of Madrigals, 26 Stücke für drei bis acht Singstimmen, London
  - 9 weitere Madrigale, London
- Claude Le Jeune – Missa ad placitum zu vier bis sieben Stimmen
- Tiburtio Massaino
  - Musica per cantare con l'organo zu einer, zwei und drei Stimmen, op. 32, Venedig: Alessandro Raverii (Sammlung geistlicher Lieder)
  - erstes Buch der Motetten zu sieben Stimmen und Basso continuo, op. 33, Venedig: Alessandro Raverii
- Tiburtio Massaino
  - Musica per cantare con l’organo, 1–3vv, org, op. 32
  - Sacrarum cantionum liber primus, 7vv, bc (org), op. 33
- Claudio Merulo – Ricercari da cantare a 4 voci, Libro II, Venedig: Angelo Gardano und Brüder (posthum veröffentlicht)
- Rogier Michael – Hochzeitsmusik Illustri Rutae nobile ramum zu acht Stimmen, Leipzig
- Claudio Monteverdi – Scherzi Musicali zu drei Stimmen, Buch 1, Venedig: Ricciardo Amadino (Sammlung von Madrigalen)
- Pomponio Nenna
  - Responsorien für Weihnachten und Karwoche zu vier Stimmen, Neapel: Giovanni Battista Sottile
  - sechstes Buch der Madrigale zu fünf Stimmen, Neapel: Giovanni Battista Sottile
- Asprilio Pacelli – Motetten und Psalmen zu acht Stimmen, Frankfurt
- Salustio Palmiero – erstes Buch der Madrigale zu fünf Stimmen, Venedig: Giacomo Vincenti
- Andreas Pevernage – Chansons zu sechs bis acht Stimmen, Antwerpen
- Enrico Antonio Radesca – Armoniosa corona zu zwei Stimmen und Basso continuo, Mailand: Simon Tini & Filippo Lomazzo (Sammlung von Motetten, Psalmen und Falsebordoni, enthält auch ein Stück von Giovanni Battista Stefanini)
- Salamone Rossi – Sammlung von sinfonie und gagliarde
- Lodovico Grossi da Viadana – Concerti ecclesiastici a una, a due, a tre, et a quattro Voci, con il Basso continuo per sonar nell’Organo, op. 17, Venedig
- Sebastián de Vivanco – Liber magnificarum (enthält 18 Vertonungen des Magnificat)

## Musiktheater
- Claudio Monteverdi – L’Orfeo, favola in musica

## Geboren
- 22. März: Paul Gerhardt, deutscher evangelisch-lutherischer Theologe und Kirchenlieddichter († 1676)
- 19. April: Valentin Thilo der Jüngere, lutherischer Theologe, Professor der Rhetorik und Kirchenlieddichter († 1662)
- 05. August (getauft): Philipp Friedrich Böddecker, deutscher Komponist und Organist († 1683)
- 01. November: Georg Philipp Harsdorffer, deutscher Dichter, Librettist und Heraldiker († 1658)
- 06. November (getauft): Sigmund Theophil Gottlieb Staden, deutscher Organist, Komponist, Stadtpfeifer, Maler und Dichter († 1655)

## Gestorben

### Todesdatum gesichtet
- 04. März: Antonio Amati, italienischer Geigenbauer (* um 1536/1540)

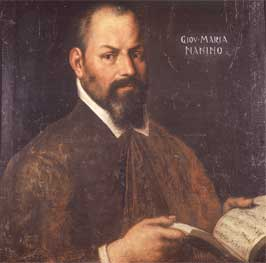
Giovanni Maria Nanino; † 11. März

- 11. März: Giovanni Maria Nanino, italienischer Sänger, Kapellmeister und Komponist (* um 1543/1544)
- 07. Juni: Johannes Matelart, franko-flämischer Komponist (* um 1538)
- 11. September: Luzzasco Luzzaschi, italienischer Komponist und Organist (* 1545)
- 17. Dezember: Simone Verovio, italienischer Komponist, Kalligraph, Notenstecher, Verleger und Herausgeber (* um 1555)

### Genaues Todesdatum unbekannt
- Rocco Rodio, italienischer Komponist und Musiktheoretiker (* um 1535)

### Gestorben nach 1607
- Vincenzo Gallo, sizilianischer Kapellmeister und Komponist (* um 1550)